# 畢華流

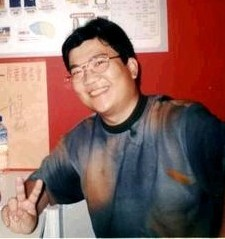
畢華流於2001年香港書展

畢華流（英語：Christopher Woo，1961年7月14日—），原名吳漢源，香港小說家、散文家，為基督徒，現職中學中文教師，「兼職」遊藝家、星相專家。

## 簡歷
畢華流的七年中學生涯都在港島區的名校皇仁書院度過。之後他獲香港大學中文系取錄及畢業。他從大學時期開始投稿香港報章《明報》的校園版。處女作《主席手記》和《捕捉女王》，記載了1980年代初期名校學生自由自在又充滿挑戰的生活，為他贏得“八十年代青年笑匠”的美譽；歸信基督教以後，他仍然持續以中學時的“小朋友仔”生活作為藍本創作，但說教的比重卻增加了。
畢華流曾於荃灣區仁濟醫院林百欣中學當教師，後來在屯門區聖公會聖西門呂明才中學任教中國歷史及中國語文科。於1990年辭掉教職，轉為全職作家。近年再任教佛教何南金中學。
畢華流曾在1996年代表香港於摩納哥蒙地卡羅贏得“世界大富翁大賽”冠軍，旋即成為全港傳媒訪問的焦點，其後寫了一本書《蒙地卡羅戰記》來講述這次比賽，銷路甚佳。2000年再戰世界賽，但無功而回。他亦是龍與地下城遊戲的熱愛者，在推廣益智的桌上角色扮演遊戲方面不遺餘力。
他之所以選擇「畢華流」為筆名，是因為「畢華流」和真名「吳漢源」對偶（「畢」和「吳」的諧音在廣東話中都有「不是」的意思）。

## 作品列表
畢華流的作品可以分為以下幾個階段：
- 回憶學生時代系列：由《主席手記》開始，到《捕捉女王》、《夜半無人／愛的宣言》、《天子門生》。
- 憶述教師生涯系列：由《萬能老師》到《誨人好倦》。另《頑皮教室》有多篇他當學生或老師的故事。
- 生活幻想系列：《美夢成真》、《國史奇兵》、《諸事奇案》、《前線體驗》、《好學武林》、《求愛傻話》、《未老言老》。後期再有《七種奇想》及《流落戰國時代》。
- 溫情幽默系列：《失戀同盟》、《嫁娶如常》、《多妻是福》等。
- 智趣系列：《畢華流談遊戲》、《畢華流談星座》、《畢華流談星座愛情》等。亦有星座愛情小說系列：《水樣溫柔》、《清馨如風》、《含情大地》和《嬌妍似火》四部。
- 寶仔探案系列：《寶仔探案》、《少男名探》、《麻煩隊長》、《真的出事》、《強勁對手》、《眼冤冤案》和《有效裝備》。
- 畢華流歷險系列：《荒原三部曲》（《少年遊》、《女兒行》、《妖獸陣》）、《白狼傳》（《白狼飛雹》、《深宮屠狼》）、《四種怪物》
- 歷史式創作小說：先有《荒原三部曲》的《少年遊》、《女兒行》和《妖獸陣》，再在這之上發展出全套十三冊的《桑梓荒原記》，將《荒原三部曲》的歷史背景從頭交代。現時只有頭六冊已發行，第七冊（暫名「少男卷」）及第八冊（暫名「少女卷」）亦已完成多時，講述康守時、移山、康健男、白聶丹蕾女王等人的故事。但由於原來負責出版的更新資源（香港）有限公司改變出版方向，《桑梓荒原記》亦擱置下來，畢華流尚在商討新的合作形式，希望故事能以原來的包裝發行，但到現時為止，仍未有再出版的消息。另外，他亦著有《五艦一統記》，但只有兩卷出版過。
- 突破宗教系列：全為宗教意味濃厚的短篇小說，包括《水龍渡》、《青雲鳥》、《我是羊》、《有一點》、《那日子》、《還沒完》等。
- 突破角色冒險小說系列：分別為《十五把金鑰匙》、《七層魔塔》和《少年皇帝的三大難題》，畢華流將其系列戲稱為「數列三部曲」，因為三本書的書名有「減一除二」的數列關係，他聲稱當初只有文學上的考慮，這數列只是碰巧而成。
- 宗教散文系列：《總愛言愛》、《在卓越和平凡中間》、《長堤主人信箱》。

畢華流為香港小學生編寫的創意寫作教材《中文遊樂園》，封面的人物是畢華流的漫畫自畫像

另外，他在1992年的《Yes!》熱潮影響下，與友人合資出版一本名為《Why》的雜誌與之對抗，但失敗收場。2002年，他為香港小學生編寫了一套全套三冊的創意寫作教材《中文遊樂園》。

## 外部連結
- 畢華流作品列表 （页面存档备份，存于）